# Mercedes-Benz CharterWay

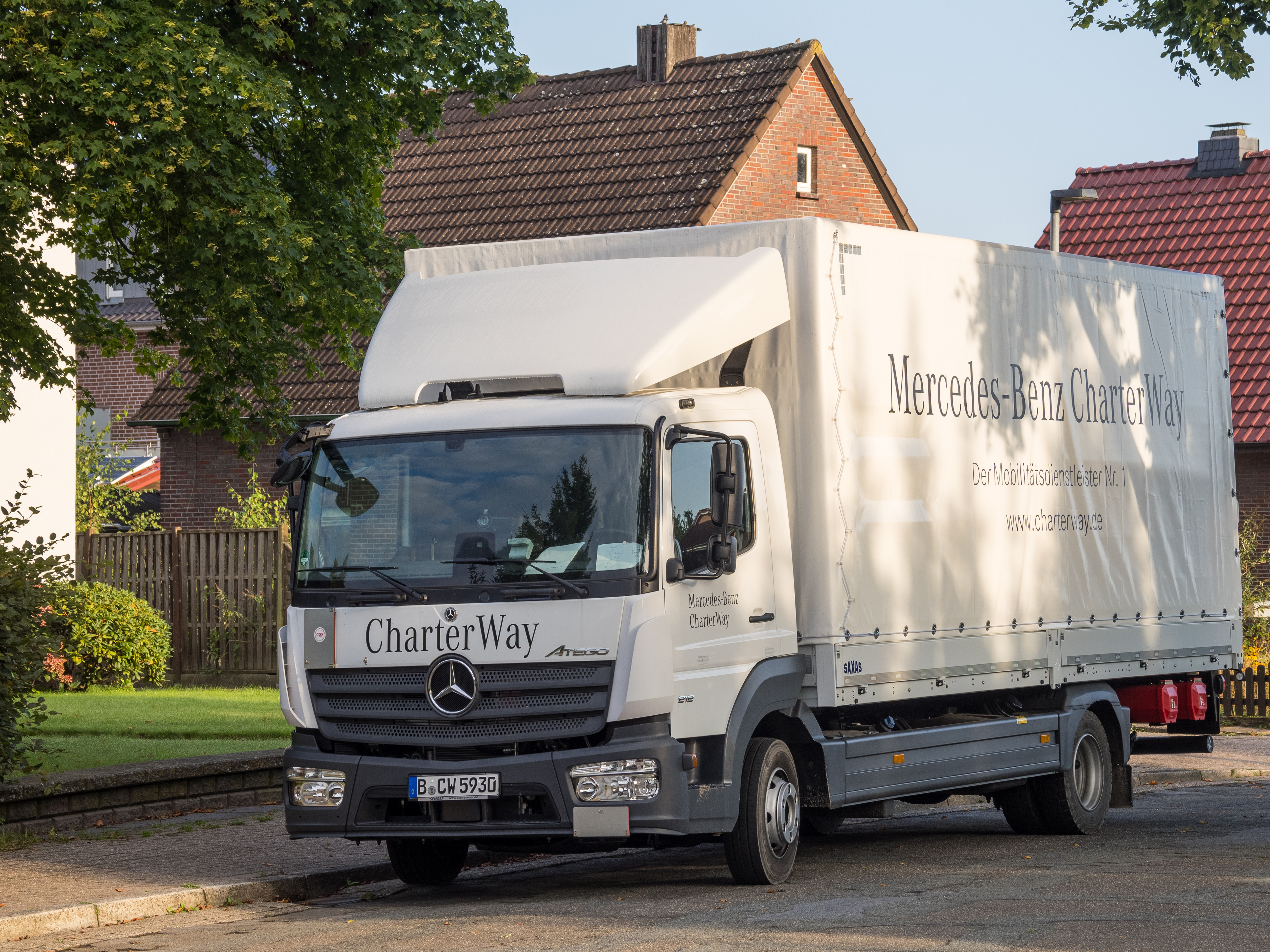
Atego-LKW von CharterWay

Mit der CharterWay GmbH bietet der Daimler Truck Konzern in Deutschland mit seinen Mercedes-Benz Lkw-Modellen Actros, eActros, Arocs, Econic und Atego sowie dem Fuso Canter Mietlösungen von einem Tag bis 3 Jahren Vertragslaufzeit.
Mit einem Fuhrpark von rund 6.000 Fahrzeugen gehört CharterWay zu den größten herstellereigenen Mietflotten in Deutschland.
Für das Jahr 2025 ist die Aufnahme von mehr als 100 batterie-elektrischen eActros 600 von Mercedes-Benz Trucks in die CharterWay-Flotte geplant. 

Seit Anfang 2025 gehört das Mietgeschäft von CharterWay zum Serviceportfolio der Finanzdienstleistungstochter Daimler Truck Financial Services (DTFS). Davor war CharterWay eine Tochtergesellschaft der Daimler Truck AG.

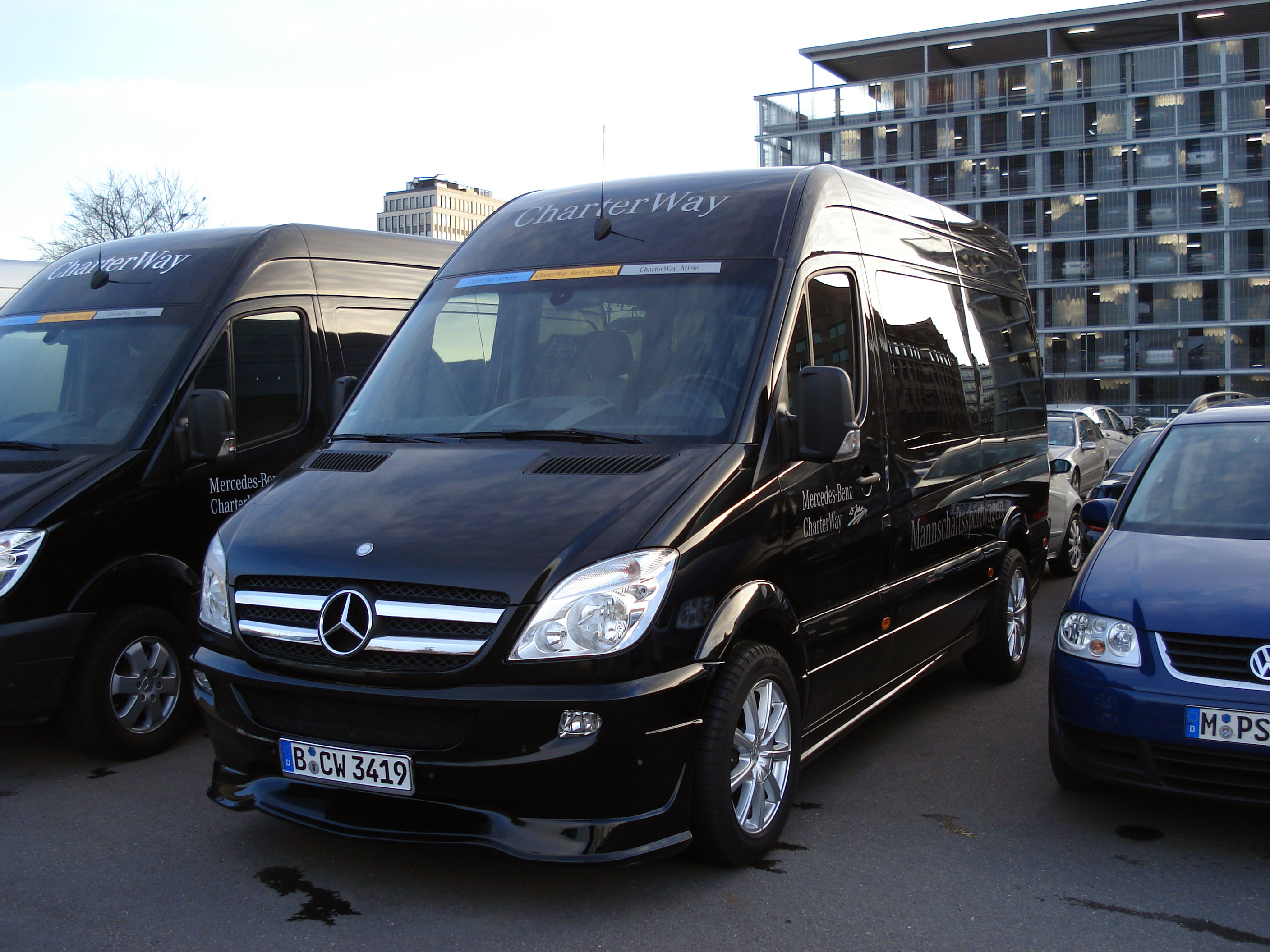
Transporter von CharterWay

## Geschichte
Seit 1994 bietet das Unternehmen das Mieten auf Zeit (Leasing) an. Die reguläre Fahrzeugvermietung kam 1998 hinzu. Seit 2000 können auch Fahrzeuge inklusive Fahrpersonal gemietet werden.
Im Jahre 2001 stand Mercedes vor einer Halde unverkaufter LKW. Der Bereich schrieb rote Zahlen, während parallel der PKW-Bereich boomte. Dann besann man sich darauf, aus dem Überschuss des einen Bereichs den anderen anzukurbeln: Hintergrund war, dass zu diesem Zeitpunkt die normalen Geschäftsbanken nicht bereit waren, den meisten kleinen Unternehmern Kredite für neue LKW zu geben. Ein LKW ist in der Anschaffung zu teuer, deshalb übernahm MB Charterway mit diesem Modell selbst die Finanzierung von zu vermietenden oder verleasten Nutzfahrzeugen ohne größere Sicherheiten.
Im Herbst 2003 wurde das Transportunternehmermodell als ein gemeinsames Konzept von MB CharterWay und der Mercedes-Benz Bank entwickelt. Hierbei handelt es sich um Fahrzeug bezogene Dienstleistungspakete für Transportunternehmer von Speditions- und Logistikunternehmen. Diese umfassen sowohl Finanzierungsdienstleistungen als auch Mietprodukte zur Fahrzeugbeschaffung. 2008 führte das Unternehmen eine Anschlussgarantie ein.

## Produkte
Die Angebotspalette des Nutzfahrzeugdienstleisters umfasst die Produktlinien
- Service (Finanzierung, Wartung von Nutzfahrzeugen)
- Service-Leasing
- Miete

Deutschlandweit betreut das Unternehmen rund 100.000 Nutzfahrzeuge und 70 Mietstützpunkte. Es bietet sowohl Neufahrzeuge als auch Gebrauchtwagen an. Die Produktlinie Miete verfügt über einen Fuhrpark von mehr als 7.000 Fahrzeugen – vom Standardfahrzeug bis zur Branchenlösung (Tiefkühler-, Baustellen-, Landwirtschafts- oder Müllfahrzeuge etc.) optional mit Auflieger oder Anhänger.